# Edmund Zichy
Edmund Zichy, noto anche come Ödön Zichy (Vienna, 19 luglio 1811 – Vienna, 27 gennaio 1894), è stato un nobile, politico e collezionista d'arte ungherese.
Finanziatore della spedizione austro-ungarica al polo nord, da lui prende il nome la Terra di Zichy.

## Biografia

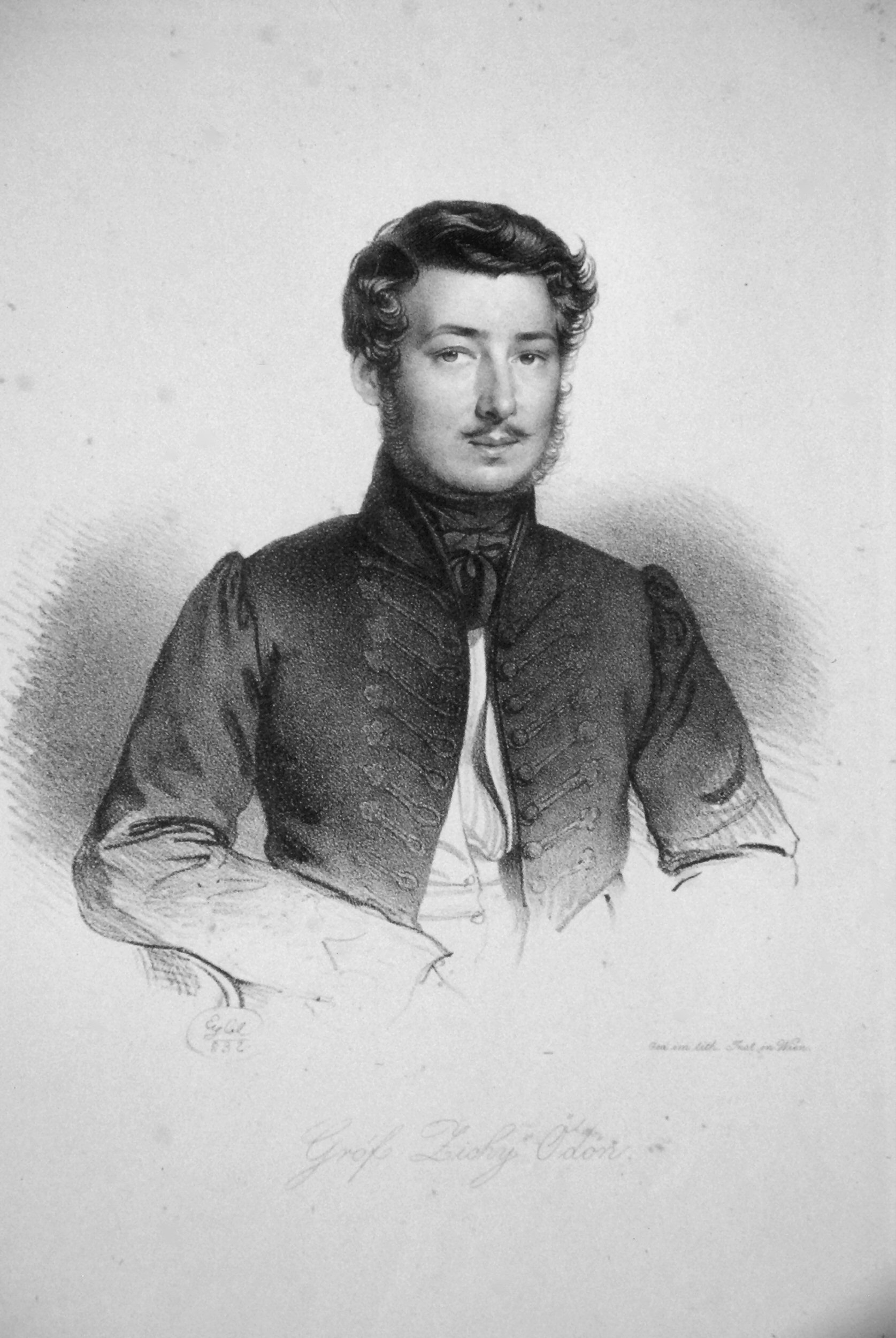
Edmund Zichy in un ritratto giovanile

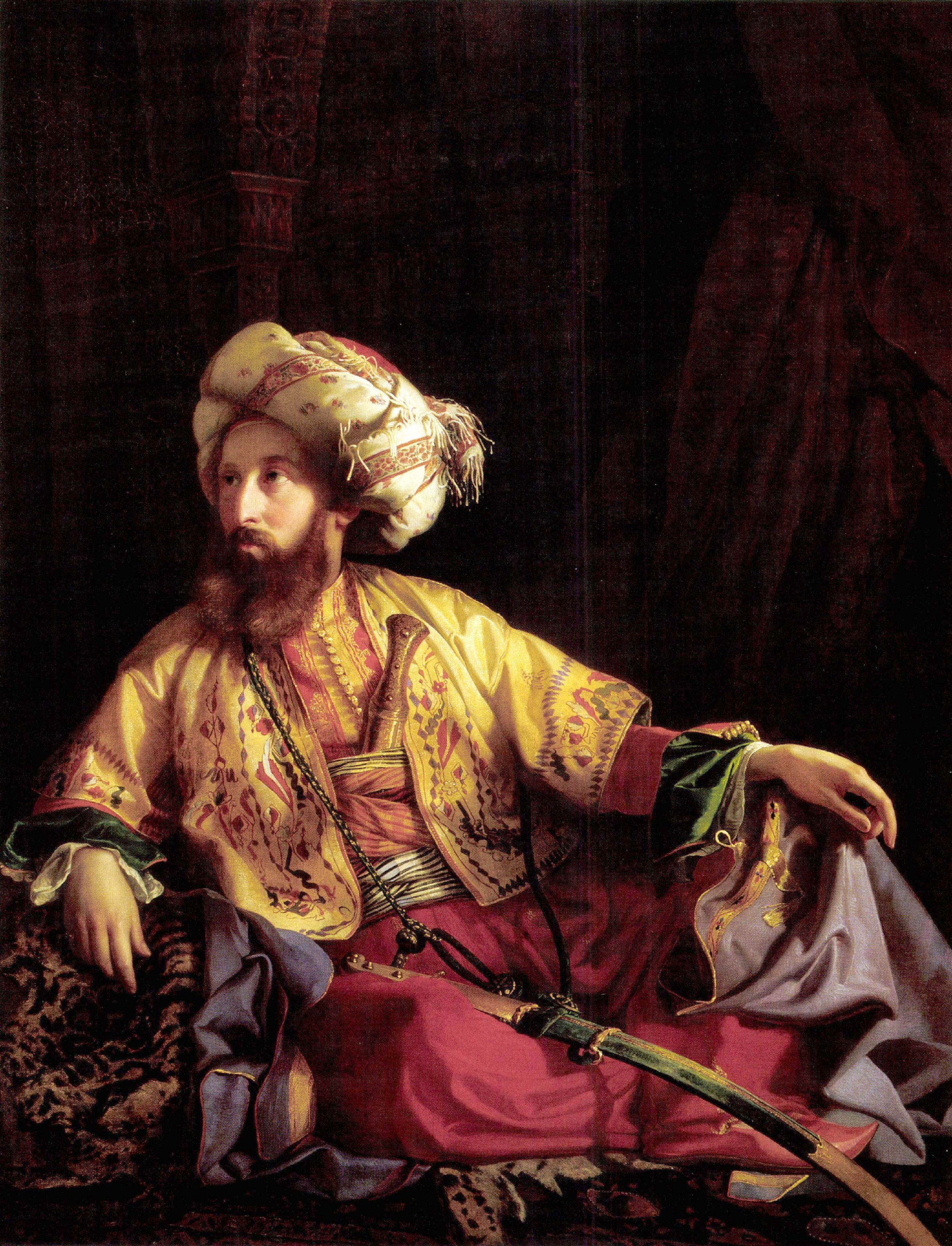
Edmund Zichy in abiti orientali in un ritratto di József Borsos del 1843

Membro della nobile famiglia degli Zichy, suo padre era il conte Ferenc Zichy (1749-1812), mentre sua madre era la contessa Maria Dominika zu Lodron-Laterano und Castelromano (1789-1847). Era fratello del controrivoluzionario Ödön Zichy e del vescovo Domonkos Zichy.
Dopo aver militato nell'esercito austriaco in giovinezza nel 1848 venne nominato vice governatore del Distretto di Alba. Parallelamente, intraprese una serie di attività economiche e società finanziarie che gli fruttarono un discreto patrimonio personale. Nominato commissario dell'Esposizione Universale di Vienna nel 1842, da quel momento visse perlopiù nella capitale austriaca dedicandosi agli studi d'arte ed all'arricchimento della sua già preziosa collezione. L'anno precedente al suo trasferimento a Vienna, intraprese un viaggio in oriente dal quale riportò un prezioso costume aristocratico col quale posò per un singolare ritratto eseguito da József Borsos.
Dopo la morte del fratello Ödön, giustiziato in Ungheria dai rivoluzionari, prese ad essere conosciuto col nome di Ödön, in omaggio al defunto congiunto.
Fu uno dei fondatori del Museo di arti applicate di Vienna e membro della Künstlerhaus. Assieme a Johann Nepomuk Wilczek, fu il secondo sostenitore della spedizione austro-ungarica al polo nord, fornendo 45.000 fiorini sul costo totale di 220.000. In suo onore venne scoperta e nominata la Terra di Zichy, al Polo Nord.
Morì il 27 gennaio 1894 e venne sepolto a Zichifalva. La sua preziosa collezione venne ereditata da suo figlio, Jenő Zichy, il quale la arricchì ulteriormente negli anni.

## Matrimonio e figli
Il 6 maggio 1832 sposò la principessa Paolina Odescalchi (1810-1866), figlia del principe Innocenzo Odescalchi (1778-1833) e di sua moglie, la nobildonna ungherese Anna Luisa Keglevich de Buzin (1778-1813). La coppia ebbe i seguenti figli:
- Edmund (1834-1910)
- Jenő (1837-1906), scrittore, politico e orientalista
- Livia (1840-1913), sposò il conte Ferdinand Zichy (1829-1911)